# CE Força e Luz
CE Força e Luz is een Braziliaans voetbalclub uit Natal, in de deelstaat Rio Grande do Norte.

## Geschiedenis
De club werd opgericht in 1966. In 1972 speelde de club voor het eerst in de hoogste klasse van het Campeonato Potiguar en speelde daar tot 1978. Na jaren afwezigheid keerde de club terug van 1995 tot 1997 en opnieuw voor één seizoen in 2015 en In 2018. In 2019 degradeerde de club, maar nam datzelfde jaar ook deel aan de tweede divisie, die later gespeeld werd dat seizoen. De club kon daar de titel winnen zodat ze in 2020 opnieuw in de hoogste klasse spelen. 